# Hillary Heron
Hillary Alexandra Heron Soto (29 de enero de 2004) es una deportista panameña que compite en gimnasia artística. Es campeona Sudamericana 2023 y medallista de plata Panamericana 2021 en salto. Representó a Panamá en los Juegos Olímpicos de París 2024.

## Biografía

### Inicios
Hillary Heron nació en Panamá en 2004, hija de Ricardo Heron y Yaroslavi Soto.Es nieta del fallecido cazatalentos de los Yankees de Nueva York, Karl Heron y además primo de la joven promesa nacional del béisbol juvenil, el reconocido José Carlos Heron. Los Juegos Olímpicos de 2008 en Beijing inspiraron su amor por el deporte de la gimnasia artísticas.

### Carrera de Gimnasia Juvenil
Heron hizo su debut internacional en el Campeonato Sudamericano Juvenil de 2017.Terminó octava en el ejercicio completo, séptima en salto y octava en ejercicios de piso.Heron comenzó la temporada 2018 compitiendo en el Campeonato de la Cuenca del Pacífico, donde terminó 16º en todos los aspectos y cuarto en salto.Luego compitió en el Campeonato Panamericano Junior, donde ayudó a Panamá a terminar séptimo como equipo; Heron terminó 11º en todos los aspectos y cuarto en salto.Además, terminó séptima en el ejercicio de suelo.En octubre, Heron compitió en el Campeonato Sudamericano Juvenil, donde quedó cuarta en la clasificación general. Durante las finales del evento, ocupó el segundo lugar en salto y barra de equilibrio, el cuarto en barras asimétricas y el quinto en ejercicio de piso.Su último evento del año fue el Torneo Top Gym, donde terminó 13º en las barras asimétricas.Heron fue seleccionada para competir en el Campeonato Mundial Juvenil inaugural junto a Karla Navas. Juntos terminaron en el puesto 23 como equipo. Individualmente, Heron terminó en el puesto 44 en la clasificación general. Heron terminó la temporada compitiendo en el Campeonato Sudamericano Juvenil. Quedó cuarta en todos los aspectos y ayudó a Panamá a quedar tercera como equipo. Durante las finales del evento, ocupó el primer lugar en salto, el tercer lugar en barras asimétricas, el cuarto en barra de equilibrio y el octavo en ejercicios de piso.

### Carrera de Gimnasia Mayor
Heron cumplió los requisitos de edad para la competición senior en 2020; sin embargo, la mayoría de las competiciones fueron canceladas o pospuestas en 2020 debido a la pandemia mundial de COVID-19. Por tanto, Heron no compitió ese año. Regresó a la competencia en el Campeonato Panamericano de 2021, donde ayudó a Panamá a quedar en cuarto lugar como equipo e individualmente en el puesto 12 en la clasificación general. Durante las finales del evento, quedó segunda en salto detrás de Natalia Escalera.Heron compitió en los Juegos Bolivarianos y fue abanderado de Panamá en la ceremonia inaugural. Ayudó a Panamá a terminar tercero como equipo. Individualmente, terminó tercera en todos los aspectos y en salto y ganó la plata en ejercicios de suelo. Luego compitió en el Campeonato Panamericano, donde ayudó a Panamá a terminar décimo como equipo durante las eliminatorias. Individualmente, ocupó el puesto 29 en la clasificación general. En los Juegos Sudamericanos, Heron obtuvo la medalla de plata en salto y la medalla de bronce en ejercicio de suelo. También quedó quinta con la selección panameña y 12° en el all-around.Heron compitió en la Copa del Mundo de El Cairo, donde ganó el bronce en salto detrás de Joscelyn Roberson y Asia D'Amato.Además, ocupó el quinto lugar en ejercicios de suelo.En el Campeonato Panamericano, ayudó a Panamá a clasificarse para la final por equipos y terminar séptima.Luego, en los Juegos Centroamericanos y del Caribe, ayudó a Panamá a ganar la medalla de plata detrás de México.Ganó la medalla de bronce detrás de su compañera de equipo Karla Navas y la mexicana Alexa Moreno.También ganó la medalla de bronce en el ejercicio de suelo.Heron ganó la medalla de bronce en el Campeonato del Sur detrás de las brasileñas Gabriela Barbosa y Josiany Calixto. Ganó el título de salto y también ganó la plata en las barras asimétricas detrás de Calixto. Los errores en el Campeonato Panamericano le impidieron obtener un lugar de clasificación general para el Campeonato Mundial, pero aún pudo actuar en todos los eventos debido a la clasificación a través de la serie de la Copa del Mundo. En el Campeonato Mundial, terminó en el puesto 41 en la clasificación general, clasificándose para los Juegos Olímpicos de Verano de 2024 como individuo. En el ejercicio de suelo, realizó un doble diseño a la mitad, también conocido como Biles, convirtiéndose en la primera gimnasta, además de Simone Biles, en realizar una de las habilidades nombradas de Biles en un Campeonato Mundial.Después del Campeonato Mundial, Heron representó a Panamá en los Juegos Panamericanos de 2023. Ayudó al equipo a terminar séptimo, e individualmente, quedó décimo en la final general y sexto en la final de ejercicios de piso.Heron comenzó su temporada en el Mundial de El Cairo . Durante la ronda de clasificación, realizó un nuevo elemento en su ejercicio de suelo, un salto doble hacia atrás con un giro y medio, que lleva su nombre. Durante la final de ejercicios de suelo, terminó sexta. También compitió en la Copa del Mundo de Cottbus, pero no llegó a ninguna final. Luego, en el Mundial de Bakú, quedó octava en el ejercicio de suelo.

## Habilidad epónima
Heron tiene una habilidad de ejercicio de piso que lleva su nombre en el Código de Puntos, un doble salto hacia atrás en el piso con 1,5 giros.
| Evento            | Nombre | Descripción                                      | Dificultad | Competencia         |
| ----------------- | ------ | ------------------------------------------------ | ---------- | ------------------- |
| Ejercicio de Piso | Heron  | Doble salto hacia atrás metido con 1½ giro (540) | F          | Copa del Mundo 2024 |

## Historial competitiva
| Año       | Competencia                           | Equipo            | AA                | VT                | UB                | BB               | FX                |
| Juveniles | Juveniles                             | Juveniles         | Juveniles         | Juveniles         | Juveniles         | Juveniles        | Juveniles         |
| --------- | ------------------------------------- | ----------------- | ----------------- | ----------------- | ----------------- | ---------------- | ----------------- |
| 2017      | Campeonato Sudamericano               |                   | 8                 | 7                 |                   |                  | 8                 |
| 2018      | Campeonatos de la Cuenca del Pacífico |                   | 16                | 4                 |                   |                  |                   |
| 2018      | Campeonato Panamericano               | 7                 | 11                | 4                 |                   |                  |                   |
| 2018      | Campeonato Sudamericano               |                   | 4                 | Medalla de plata  | 4                 | Medalla de plata | 5                 |
| 2018      | Torneo de gimnasio superior           |                   |                   |                   | 13                |                  |                   |
| 2019      | Campeonato Mundial Juvenil            | 23                | 44                |                   |                   |                  |                   |
| 2019      | Campeonato Sudamericano               | Medalla de bronce | 4                 | Medalla de oro    | Medalla de bronce | 4                | 8                 |
| Mayor     |                                       |                   |                   |                   |                   |                  |                   |
| 2021      | Campeonato Panamericano               | 4                 | 12                | Medalla de plata  |                   |                  |                   |
| 2022      | Juegos Bolivarianos                   | Medalla de bronce | Medalla de bronce | Medalla de bronce |                   | 7                | Medalla de plata  |
| 2022      | Campeonato Panamericano               | 10                | 29                |                   |                   |                  |                   |
| 2022      | Juegos Suramericanos                  | 5                 | 12                | Medalla de bronce |                   |                  | 5                 |
| 2023      | Copa del Mundo                        |                   |                   | Medalla de bronce |                   |                  | 5                 |
| 2023      | Campeonato Panamericano               | 7                 |                   | 9                 | 25                | 16               | 10                |
| 2023      | Juegos Centroamericanos y del Caribe  | Medalla de plata  | Medalla de bronce | 5                 |                   |                  | Medalla de bronce |
| 2023      | Campeonato Sudamericano               | 4                 | Medalla de bronce | Medalla de oro    | Medalla de plata  |                  | 4                 |
| 2023      | Campeonato Mundial                    |                   | 41                |                   |                   |                  |                   |
| 2023      | Juegos Panamericanos                  | 7                 | 10                |                   |                   |                  | 6                 |
| 2024      | Copa del Mundo                        |                   |                   |                   |                   |                  | 6                 |
| 2024      | Copa del Mundo                        |                   |                   |                   | 8                 |                  |                   |